# Presidenti della Corte costituzionale della Repubblica Italiana
Il presidente della Corte costituzionale è la quinta carica della Repubblica italiana. 
Il presidente è eletto dalla Corte fra i suoi componenti. Inizialmente durava in carica quattro anni ed era rieleggibile, salvo i termini di scadenza dall'ufficio di giudice. Dal 5 dicembre 1967, con l'entrata in vigore della legge costituzionale 2/67, la durata è stata ridotta a tre anni, ferma restando la possibilità di rielezione e sempre fatti salvi i termini di scadenza dall'ufficio di giudice.
In caso il presidente cessi dall'ufficio di giudice per scadenza del mandato o per qualsiasi altro motivo (dimissioni da giudice, morte, decadenza), l'incarico di presidente ad interim (F.F.) viene assunto dal giudice più anziano in carica; normalmente è l'ultimo vicepresidente.
Dal 21 gennaio 2025 il presidente è il giudice Giovanni Amoroso.

## Elenco cronologico
Dal suo insediamento nel 1956 si sono succeduti 48 presidenti.
| #  | Presidente | Presidente                | Mandato           | Mandato           | Durata in carica            | Note |
| #  | Presidente | Presidente                | Inizio            | Fine              | Durata in carica            | Note |
| -- | ---------- | ------------------------- | ----------------- | ----------------- | --------------------------- | ---- |
| 1  |            | Enrico De Nicola          | 23 gennaio 1956   | 26 marzo 1957     | 1 anno, 2 mesi e 3 giorni   |      |
| -  |            | Gaetano Azzariti          | 27 marzo 1957     | 5 aprile 1957     |                             | F.F. |
| 2  |            | Gaetano Azzariti          | 6 aprile 1957     | 5 gennaio 1961    | 3 anni, 8 mesi e 30 giorni  |      |
| -  |            | Giuseppe Cappi            | 6 gennaio 1961    | 3 marzo 1961      |                             | F.F. |
| 3  |            | Giuseppe Cappi            | 4 marzo 1961      | 20 ottobre 1962   | 1 anno, 7 mesi e 16 giorni  |      |
| 4  |            | Gaspare Ambrosini         | 20 ottobre 1962   | 15 dicembre 1967  | 5 anni, 1 mese e 25 giorni  |      |
| -  |            | Biagio Petrocelli         | 16 dicembre 1967  | 15 gennaio 1968   |                             | F.F. |
| 5  |            | Aldo Mazzini Sandulli     | 16 gennaio 1968   | 4 aprile 1969     | 1 anno, 2 mesi e 19 giorni  |      |
| -  |            | Giuseppe Branca           | 5 aprile 1969     | 9 maggio 1969     |                             | F.F. |
| 6  |            | Giuseppe Branca           | 10 maggio 1969    | 9 luglio 1971     | 2 anni, 1 mese e 29 giorni  |      |
| -  |            | Michele Fragali           | 10 luglio 1971    | 21 novembre 1971  |                             | F.F. |
| 7  |            | Giuseppe Chiarelli        | 22 novembre 1971  | 16 febbraio 1973  | 1 anno, 2 mesi e 25 giorni  |      |
| -  |            | Giuseppe Verzì            | 17 febbraio 1973  | 22 febbraio 1973  |                             | F.F. |
| 8  |            | Francesco Paolo Bonifacio | 23 febbraio 1973  | 25 ottobre 1975   | 2 anni, 8 mesi e 2 giorni   |      |
| -  |            | Luigi Oggioni             | 26 ottobre 1975   | 17 dicembre 1975  |                             | F.F. |
| 9  |            | Paolo Rossi               | 18 dicembre 1975  | 9 maggio 1978     | 2 anni, 4 mesi e 21 giorni  |      |
| -  |            | Luigi Oggioni             | 10 maggio 1978    | 29 settembre 1978 |                             | F.F. |
| -  |            | Leonetto Amadei           | 30 settembre 1978 | 4 marzo 1979      |                             | F.F. |
| 10 |            | Leonetto Amadei           | 5 marzo 1979      | 28 giugno 1981    | 2 anni, 3 mesi e 23 giorni  |      |
| -  |            | Giulio Gionfrida          | 29 giugno 1981    | 20 settembre 1981 |                             | F.F. |
| 11 |            | Leopoldo Elia             | 21 settembre 1981 | 7 maggio 1985     | 3 anni, 7 mesi e 16 giorni  |      |
| -  |            | Guglielmo Roehrssen       | 8 maggio 1985     | 2 luglio 1985     |                             | F.F. |
| 12 |            | Livio Paladin             | 3 luglio 1985     | 1º luglio 1986    | 11 mesi e 28 giorni         |      |
| 13 |            | Antonio La Pergola        | 2 luglio 1986     | 14 giugno 1987    | 11 mesi e 12 giorni         |      |
| 14 |            | Francesco Saja            | 15 giugno 1987    | 22 ottobre 1990   | 3 anni, 4 mesi e 7 giorni   |      |
| 15 |            | Giovanni Conso            | 23 ottobre 1990   | 3 febbraio 1991   | 3 mesi e 11 giorni          |      |
| 16 |            | Ettore Gallo              | 4 febbraio 1991   | 14 luglio 1991    | 5 mesi e 10 giorni          |      |
| 17 |            | Aldo Corasaniti           | 15 luglio 1991    | 14 novembre 1992  | 1 anno, 3 mesi e 30 giorni  |      |
| 18 |            | Francesco Paolo Casavola  | 15 novembre 1992  | 25 febbraio 1995  | 2 anni, 3 mesi e 10 giorni  |      |
| 19 |            | Antonio Baldassarre       | 26 febbraio 1995  | 8 settembre 1995  | 6 mesi e 13 giorni          |      |
| 20 |            | Vincenzo Caianiello       | 9 settembre 1995  | 23 ottobre 1995   | 1 mese e 14 giorni          |      |
| 21 |            | Mauro Ferri               | 24 ottobre 1995   | 3 novembre 1996   | 1 anno e 10 giorni          |      |
| 22 |            | Renato Granata            | 4 novembre 1996   | 4 novembre 1999   | 3 anni                      |      |
| -  |            | Renato Granata            | 5 novembre 1999   | 7 novembre 1999   |                             | F.F. |
| -  |            | Giuliano Vassalli         | 8 novembre 1999   | 10 novembre 1999  |                             | F.F. |
| 23 |            | Giuliano Vassalli         | 11 novembre 1999  | 13 febbraio 2000  | 3 mesi e 2 giorni           |      |
| -  |            | Francesco Guizzi          | 14 febbraio 2000  | 22 febbraio 2000  |                             | F.F. |
| 24 |            | Cesare Mirabelli          | 23 febbraio 2000  | 21 novembre 2000  | 8 mesi e 29 giorni          |      |
| -  |            | Fernando Santosuosso      | 22 novembre 2000  | 4 gennaio 2001    |                             | F.F. |
| 25 |            | Cesare Ruperto            | 5 gennaio 2001    | 2 dicembre 2002   | 1 anno, 10 mesi e 27 giorni |      |
| -  |            | Riccardo Chieppa          | 3 dicembre 2002   | 4 dicembre 2002   |                             | F.F. |
| 26 |            | Riccardo Chieppa          | 5 dicembre 2002   | 23 gennaio 2004   | 1 anno, 1 mese e 18 giorni  |      |
| -  |            | Gustavo Zagrebelsky       | 24 gennaio 2004   | 27 gennaio 2004   |                             | F.F. |
| 27 |            | Gustavo Zagrebelsky       | 28 gennaio 2004   | 13 settembre 2004 | 7 mesi e 16 giorni          |      |
| -  |            | Valerio Onida             | 14 settembre 2004 | 21 settembre 2004 |                             | F.F. |
| 28 |            | Valerio Onida             | 22 settembre 2004 | 30 gennaio 2005   | 4 mesi e 8 giorni           |      |
| -  |            | Fernanda Contri           | 31 gennaio 2005   | 9 marzo 2005      |                             | F.F. |
| 29 |            | Piero Alberto Capotosti   | 10 marzo 2005     | 6 novembre 2005   | 7 mesi e 27 giorni          |      |
| -  |            | Annibale Marini           | 7 novembre 2005   | 9 novembre 2005   |                             | F.F. |
| 30 |            | Annibale Marini           | 10 novembre 2005  | 9 luglio 2006     | 7 mesi e 29 giorni          |      |
| -  |            | Franco Bile               | 10 luglio 2006    | 10 luglio 2006    |                             | F.F. |
| 31 |            | Franco Bile               | 11 luglio 2006    | 8 novembre 2008   | 2 anni, 3 mesi e 28 giorni  |      |
| -  |            | Giovanni Maria Flick      | 9 novembre 2008   | 13 novembre 2008  |                             | F.F. |
| 32 |            | Giovanni Maria Flick      | 14 novembre 2008  | 18 febbraio 2009  | 3 mesi e 4 giorni           |      |
| -  |            | Francesco Amirante        | 19 febbraio 2009  | 24 febbraio 2009  |                             | F.F. |
| 33 |            | Francesco Amirante        | 25 febbraio 2009  | 7 dicembre 2010   | 1 anno, 9 mesi e 12 giorni  |      |
| -  |            | Ugo De Siervo             | 8 dicembre 2010   | 9 dicembre 2010   |                             | F.F. |
| 34 |            | Ugo De Siervo             | 10 dicembre 2010  | 29 aprile 2011    | 4 mesi e 19 giorni          |      |
| -  |            | Paolo Maddalena           | 30 aprile 2011    | 5 giugno 2011     |                             | F.F. |
| 35 |            | Alfonso Quaranta          | 6 giugno 2011     | 27 gennaio 2013   | 1 anno, 7 mesi e 21 giorni  |      |
| -  |            | Franco Gallo              | 28 gennaio 2013   | 28 gennaio 2013   |                             | F.F. |
| 36 |            | Franco Gallo              | 29 gennaio 2013   | 16 settembre 2013 | 7 mesi e 18 giorni          |      |
| -  |            | Luigi Mazzella            | 17 settembre 2013 | 18 settembre 2013 |                             | F.F. |
| 37 |            | Gaetano Silvestri         | 19 settembre 2013 | 28 giugno 2014    | 9 mesi e 9 giorni           |      |
| -  |            | Sabino Cassese            | 29 giugno 2014    | 29 luglio 2014    |                             | F.F. |
| 38 |            | Giuseppe Tesauro          | 30 luglio 2014    | 9 novembre 2014   | 3 mesi e 10 giorni          |      |
| -  |            | Paolo Maria Napolitano    | 10 novembre 2014  | 11 novembre 2014  |                             | F.F. |
| 39 |            | Alessandro Criscuolo      | 12 novembre 2014  | 24 febbraio 2016  | 1 anno, 3 mesi e 12 giorni  |      |
| 40 |            | Paolo Grossi              | 24 febbraio 2016  | 23 febbraio 2018  | 1 anno, 11 mesi e 29 giorni |      |
| -  |            | Giorgio Lattanzi          | 24 febbraio 2018  | 7 marzo 2018      |                             | F.F. |
| 41 |            | Giorgio Lattanzi          | 8 marzo 2018      | 9 dicembre 2019   | 1 anno, 9 mesi e 1 giorno   |      |
| -  |            | Aldo Carosi               | 10 dicembre 2019  | 10 dicembre 2019  |                             | F.F. |
| 42 |            | Marta Cartabia            | 11 dicembre 2019  | 13 settembre 2020 | 9 mesi e 2 giorni           |      |
| -  |            | Mario Rosario Morelli     | 14 settembre 2020 | 15 settembre 2020 |                             | F.F. |
| 43 |            | Mario Rosario Morelli     | 16 settembre 2020 | 12 dicembre 2020  | 2 mesi e 26 giorni          |      |
| -  |            | Giancarlo Coraggio        | 13 dicembre 2020  | 17 dicembre 2020  |                             | F.F. |
| 44 |            | Giancarlo Coraggio        | 18 dicembre 2020  | 28 gennaio 2022   | 1 anno, 1 mese e 10 giorni  |      |
| -  |            | Giuliano Amato            | 29 gennaio 2022   | 29 gennaio 2022   |                             | F.F. |
| 45 |            | Giuliano Amato            | 29 gennaio 2022   | 18 settembre 2022 | 7 mesi e 20 giorni          |      |
| -  |            | Silvana Sciarra           | 19 settembre 2022 | 20 settembre 2022 |                             | F.F. |
| 46 |            | Silvana Sciarra           | 20 settembre 2022 | 11 novembre 2023  | 1 anno, 1 mese e 22 giorni  |      |
| -  |            | Augusto Barbera           | 12 novembre 2023  | 12 dicembre 2023  |                             | F.F. |
| 47 |            | Augusto Barbera           | 12 dicembre 2023  | 21 dicembre 2024  | 1 anno e 9 giorni           |      |
| -  |            | Giovanni Amoroso          | 22 dicembre 2024  | 21 gennaio 2025   |                             | F.F. |
| 48 |            | Giovanni Amoroso          | 21 gennaio 2025   | in carica         | 1 mese e 26 giorni          |      |

## Statistiche
Dei 48 presidenti:
- 19 sono giudici nominati dal Presidente della Repubblica;
- 16 sono giudici eletti dal Parlamento in seduta comune;
- 10 sono giudici eletti dalla Corte di cassazione;
- 3 sono giudici eletti dal Consiglio di Stato.
- 46 sono uomini e 2 sono donne.

Tutti i presidenti sono cessati dalla carica per la scadenza del mandato di giudice tranne cinque:
- Azzariti cessato mortis causa;
- Cappi e Criscuolo cessati per dimissioni da presidente (sono rimasti in carica come giudici);
- De Nicola cessato per dimissioni da giudice;
- Granata cessato per scadenza del mandato triennale (è cessato da giudice tre giorni dopo).

Solo tre presidenti sono stati rieletti: Ambrosini alla scadenza del mandato quadriennale, Elia e Saja alla scadenza del mandato triennale.

Granata ha concluso il mandato triennale ma non è stato rieletto in quanto il suo mandato di giudice scadeva tre giorni dopo.
Il presidente rimasto in carica per più tempo è stato Ambrosini (5 anni, 1 mese e 25 giorni per un totale di 1882 giorni) mentre quello rimasto per meno tempo è stato Caianiello (1 mese e 14 giorni pari a 44 giorni).
Il presidente più giovane al momento dell'elezione è stato Bonifacio (49 anni) seguito da Paladin (51 anni) e Sandulli (52 anni); il più anziano Barbera (85 anni) seguito da Vassalli (84 anni) e Amato (83 anni).